# Antioh II. Teos
Antioh II. Teos ([Ἀντίοχος Β΄ ὁ Θεός] Napaka: {{Jezik-xx}}: transliteration text not Latin script (pos $1) (pomoč)) je bil grški kralj helenističnega Selevkidskega cesarstva,  ki je vladal  od leta 261 pr. n. št. do julija 246 pr. n. št.,  * 286 pr. n. št., Sirija, † 246 pr. n. št., Antiohija.
Bil je mlajši sin kralja Antioha I. Soterja in princese Stratonike, hčerke Demetrija Poliorketa. Na prestol je prišel po očetovi smrti pozimi 262/261 pr. n. št.

## Vladanje
Nasledil je državo, ki se je  v drugi sirski vojni vojskovala s ptolemajskim Egiptom, in bila polna spletk malih despotov in puntarskih mestnih držav v Mali Aziji. Nekajkrat je poskušal utrditi svoj položaj v Trakiji. Med vojno je v Miletu po umoru njihovega tirana Timarha dobil vzdevek Teos (starogrško Θεός, latinizirano: bog.
Medtem, ko je bil zaposlen z vojno proti Egiptu, je njegov partski satrap Andragor razglasil neodvisnost. Leta  255 pr. n. št. se mu je uprl tudi baktrijski satrap Diodot in ustanovil Grško-baktrijsko kraljestvo, ki se je leta 180 pr. n. št. razširilo v Indijo in se pretvorilo v  Indijsko-grško kraljestvo (180–181 pr. n. št.). 
Leta 253 pr. n. št. je Antioh II. sklenil mir z egipčanskim faraonom Ptolemajem II. Filadelfom in končal drugo sirsko vojno. Ločil se je od Laodike in se poročil s Ptolemajevo hčerko Bereniko. Poročna pogodba je določala, da bodo selevkidski prestol nasledili otroci iz tega zakona. Laodika je kljub temu, da ni bila več kraljica, ostala močna in politično vplivna oseba. Iz napisov je razvidno, da je dobila več posesti v Mali Aziji, veliko posest v Helespontu, posesti v okolici Kizika, Iliona in v Kariji. Kraljevi napis v Sardah omenja, da so posesti ostale v kraljevi lasti in jih ni mogla niti prepustiti komu drugemu niti prodati.
Laodika je med bivanjem v Efezu stalno spletkarila, da bi ponovno postala kraljica. Leta 246 pr. n. št. ji je uspelo prepričati Antioha, da je zapustil Bereniko in njunega mladoletnega sina in se preselil k njej v Malo Azijo. Laodika ga je kmalu po prihodu zastrupila, njeni pristaši pa so v Antiohiji umorili Bereniko in njenega mladoletnega sina. Antioha II. so pokopali v mavzoleju Belevi.

## Družina
Antioh II. Teos je imel s svojo sestrično-ženo Laodiko I. dva sinova in tri hčerke:
- Selevka II. Kalinika
- Antioha Hieraksa
- Apamo
- Stratoniko Kapadoško in
- Laodiko

Laodika I. je za moževega naslednika Selevka II. Kalinika
Z Bereniko je imel sina
- Antioha, umorjenega leta 246 pr. n. št.

## Odnosi z Indijo
V skalnih ediktih indijskega cesarja Ašoke je omenjen kralj Antioh kot eden od prejemnikov Ašokovega budističnega prozelitizma. Ašoka omenja tudi to, da je Antioh na ozemlju helenskih kraljev spodbujal razvoj zeliščarstva za ljudi in živali. Antioh, omenjen v Ašokovih ediktih, bi lahko bil Antioh II. Teos, zaradi tesnejših stikov z Indijo pa je bil to bolj verjetno njegov oče Antioh I. Soter.